# HMS Vetch (1941)
HMS Vetch (K132) (Корабль Его Величества «Ветч») — британский корвет типа «Флауэр», участвовавший во Второй мировой войне. За свою службу потопил две подводные лодки, сопровождал конвои. Выведен из состава флота в 1945 году.

## Заказ
Построен на верфях «Смитс Док» в Мидлсбро согласно плану строительства кораблей для КВМС Великобритании на 1939 год. Заказан 12 декабря 1939, заложен 15 марта 1941, быстро достроен и спущен на воду 27 мая 1941. В состав флота принят 11 августа 1941.

## Служба

### Начало в 36 EG
С октября 1941 года «Ветч» служил в составе 36-й эскортной группы, базировавшейся в Ливерпуле и подчинявшейся Командованию западными подходами. С 20 августа по 4 сентября прошёл испытания в Тобермори, первый конвой OG-74 сопровождал с 13 по 27 сентября 1941 года (267 кораблей, эскортный авианосец «Одесити» и океанские судно «Коринтиан», шедшие в Южную Атлантику.
Конвой охранялся шлюпом «Дептфорд» и рядом корветов «Арбутус», «Мариголд» и «Пенстемон». Засечён 20 сентября немецкой подлодкой, доложившей о координатах штабу. Палубная авиация «Одесити» заставила лодку уйти на дно, затем «Дептфорд» и «Арбутус» атаковали подлодку. Другие подлодки атаковали конвой: два сухогруза затонули, четыре корабля отстали. 21 сентября бомбардировщик Focke-Wulf Fw 200 Condor совершил налёт на конвой, бомбами потопив «Уолмер Касл». «Одесити» выпустил в ответ истребители Grumman F4F Wildcat (Martlet), которые сбили бомбардировщик.
27 сентября «Ветч» прибыл в Гибралтар, там осталась 36-я эскортная группа, которая сопроводила конвои HG-74 и OG-76 со 2 октября по 11 ноября. 6 декабря «Ветч» атаковал подлодку в 15 милях от мыса Тарифа.

### Конвой HG 76
Командиром 36-й эскортной группы был назначен коммандер Ф. Дж. Уокер (флагманский корабль — шлюп «Сторк»). 14 декабря 1941 года конвой HG-76 из 32 кораблей покинул Гибралтар. Охрану обеспечивали авианосец «Одесити», шлюпы «Сторк» и «Дептфорд», корветы «Ветч», «Конволвулус», «Мариголд», «Пентстемон», «Рододендрон» и «Сэмфайр». Прикомандированы эсминцы класса «Хант» «Бланкни» и «Эксмур», а также «Стэнли», эсминец класса «Таун». Уокер, используя новую тактику, помог авиации «Одесити» найти четыре подлодки. В ходе путешествия были потоплены пять субмарин U-127, U-131, U-434, U-574 и U-567 и сбиты два бомбардировщика Condor. Однако флот потеряли четыре корабля: 21 декабря подлодка U-571 торпедировала авианосец «Одесити», 19 декабря затонул «Стенли», ещё два торговых корабля были потоплены.
В апреле 1942 года на «Ветч» был установлен радар типа 271, который облегчил корвету задачу обнаружения и уничтожения подлодок противника. Так, 14 апреля 1942 года во время сопровождения конвоя OG-82 в Северной Атлантике к юго-западу от Ирландии «Ветч» обнаружил подлодку U-252 и совместно со шлюпом «Сток» уничтожил её.
После расформирования 36-й эскортной группы в июне 1942 года корвет продолжил службу в других группах до 1944 года. 25 мая 1943 года во время сопровождения конвоя в Алжир «Ветч» уничтожил подлодку U-414 северо-западнее Орана. Во время Сицилийской операции снабжал союзников, охраняя конвои с припасами.

### После войны
20 июня 1945 года «Ветч» прибыл в Гибралтар и был отправлен в резерв. 23 августа выведен из состава флота и продан Греции, где был переоборудован в торговое судно. Носил имена «Патры» (англ. Patrai) и «Олимпик Хантер» (англ. Olympic Hunter). В 1956 году переименован в «Отори Мару No 18» (англ. Otori Maru No.18), прослужив до 1966 года, и затем разрезан на металл.

## Командиры
- Лейтенант-коммандер Х. Дж. Беверли (DSC) — июль 1941
- Лейтенант К. М. Б. Мензис — 17 февраля 1942
- Лейтенант-коммандер Х. В. Гронин (RNVR) — 10 апреля 1945
- Лейтенант Д. М. Эдвардс (DSC) — апрель 1945